# 平塔号

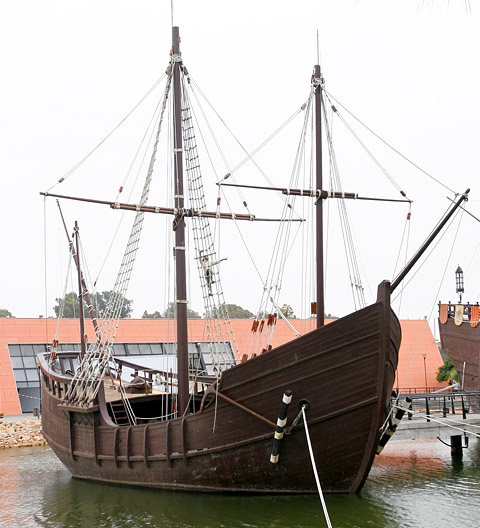
平塔號（根据估计的仿制品）

平塔號是哥伦布首航美洲舰队三条船中的其中一条直角帆船或方帆船。平塔號是西班牙帕洛斯市本地制造。平塔號的主人是帕洛斯的克里斯托瓦·金特罗（Cristobal Quintero），他也以船员身份参加了哥伦布的美洲航行。平塔號在完成了发现美洲的航行后，便不再见于史籍之中。

## 吨位
目前并没有对平塔号的吨位和大小记载，根据美国学者塞·埃·莫里森的推测，估计吨位为55吨。

## 尺寸
船只结构的传统比例大约是横梁：龙骨长度：船只长度=1：2：3。然而，至今已无任何对平塔號在这一方面的纪录留存。根据莫里森的推测，平塔號的总长是73-75英尺，横梁长25英尺，船舱深11英尺。

### 哥伦布首航舰队
- 旗舰：圣玛利亚号
- 三桅杆轻快帆船：平塔号
- 三桅杆轻快帆船：尼尼亚号